# ベッコウハゴロモ
ベッコウハゴロモ Orosanga japonica は、ハゴロモ科に分類される昆虫の1種。褐色の前翅には2本の白帯（実際は無色帯）と眼状紋がある。日本では最も普通に見られるハゴロモ科の昆虫である。

## 特徴
体長6-8mm、全長（翅端まで）9-11mm、前翅を開いた時の横幅は20-24mm。全体に地色は暗褐色。
頭部は前後にはごく短く、横には幅広く、正中線に縦の隆起線がある。全体に暗褐色から暗黄褐色、複眼は暗褐色で単眼は淡紅色、触角は黄褐色。小楯板は大きくて暗褐色、中央に3本の縦に伸びる隆起線があり、左右の2本は前端で正中線のそれと繋がる。腹部背面は暗褐色。前翅は幅広く、全体に暗褐色から黄褐色で、表面に暗緑色の粉を装う場合がある。また後端の縁に平行する形で内側に2列、無色の帯状斑紋がある。この斑紋の外側のものは中央付近で翅の基部側に少し突き出た形になっている。また内側のものは翅の側面側少し手前で区切れ、縁に独立した無色斑がある形になっている。またこの2列の無色斑に挟まれた部分の縁近くに周囲より暗い色になった斑紋がある。ただしこの斑紋には若干の変異があり、全体に淡い色になった個体や、無色斑に褐色を帯び、斑紋が不明瞭になる例も知られている。後翅は透明で、縁沿いと中央付近が少し褐色を帯びている。
幼虫は体型は成虫に似ており、全体に淡褐色。腹部の第7、第8節に小さな突起があり、その先端に茶褐色の長い毛束を持つ。これを反転させ、傘状に開いて体を覆う。

## 習性など
産卵はごく細い枯れ枝に行われるとされる。卵は楕円形で長さ0.9mm、先端が少し尖っており、乳白色を呈する。卵で越冬し、幼虫の孵化は5月中旬頃で、新梢や枝の上半部などで吸汁しながら成長し、この時ロウ物質を分泌する。成虫は7月下旬から8月上旬に出現する。雌は羽化の後2週間頃から産卵を始める。細い枯れ枝の先端付近に産卵管を差し込み、10数個の卵を1列に、やや斜めに並べて産み付ける。
成虫はヨコバイ類のように、人が近付くと、草の茎の影に隠れるようにして身を隠し、掴まえようとすると、跳躍・飛翔して逃亡する。

## 分布など
在来分布

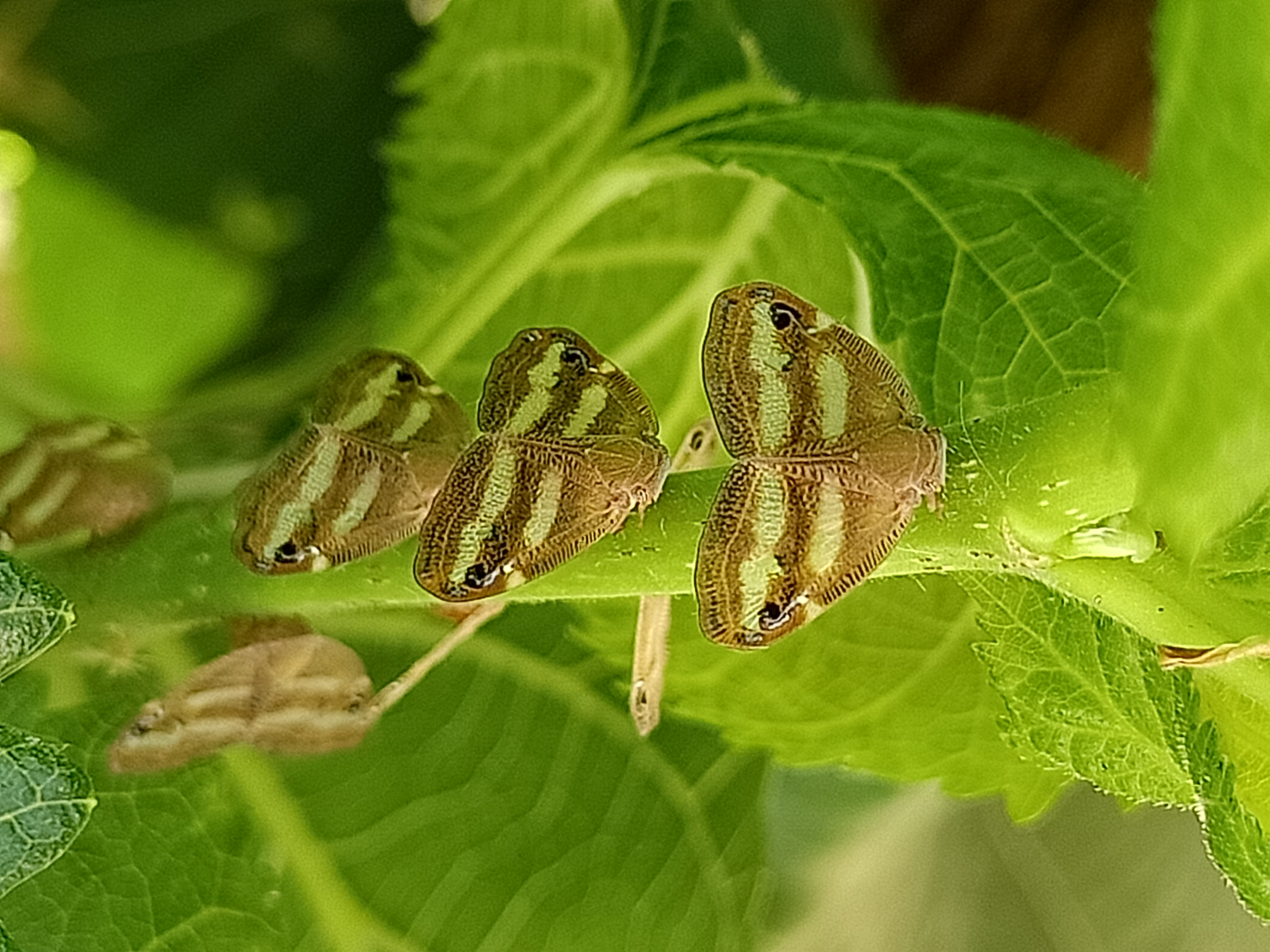
トルコの外来個体群（イスタンブール）

- 日本（北海道（南部）、本州、四国、九州、対馬、沖縄、石垣島）
- 台湾

外来分布
1950年代以降、ロシアのクラスノダール地方やジョージア、ウクライナのクリミアなど黒海沿岸の地域で本種の外来個体群が報告されるようになり、2007年以後はトルコでもジョージア経由で侵入した外来個体群が定着するようになった。

## 類似種など
- ヒメベッコウハゴロモ Ricania taeniata Stål, 1870

体長4mm内外、全長（翅端まで）6mm前後でベッコウハゴロモより小型。前翅の中央と外縁に暗色帯がある。本州以南、台湾、フィリピン、インド、マレーに分布し、日本では個体数は多くないが、時にイネの害虫になる。
- ほかにスケバハゴロモやアミガサハゴロモはベッコウハゴロモと同程度の大きさだが斑紋がはっきりと異なる。

## 利害
クワ、茶、ウド、リンゴなどの作物から吸汁することがあり、農業害虫とされるがさほどの問題にはならない。クワからも吸汁するが、こちらの場合、スケバハゴロモと同様に幼虫、成虫が分泌するロウ物質や脱皮殻が多量に付着するとカイコの飼料として使用出来なくなり、この被害の方が重要である。